# Radio Bez Kitu
Radio Bez Kitu – internetowa rozgłośnia radiowa z Krakowa, nadająca 24-godzinny program od 2002 roku. Na ofertę programową stacji, oprócz muzyki (głównie rock, metal, blues, jazz, reggae, ska, punk) składają się audycje autorskie (m.in. na temat muzyki, filmu, teatru, literatury), reportaże, relacje i bezpośrednie transmisje z wydarzeń kulturalnych. Radio promuje niezależne środowisko artystyczne oraz „dobrą muzykę” (zgodnie z maksymą: „Dość muzycznej papki!”).

## Historia
Radio Bez Kitu rozpoczęło działalność 3 listopada 2002 z inicjatywy Romualda Stankiewicza, który zgromadził grupę młodzieży szkół średnich i studentów, aby stworzyć w Krakowie nową, niezależną rozgłośnię radiową. Fundusze na działalność czerpane były z własnych składek, sprzęt elektroniczny oraz meble także pochodziły ze zbiorów prywatnych. Na początku kwietnia 2003 roku nastąpiła przeprowadzka z ul. Długiej na ul. Batorego. Dużo większe studio dało nowe możliwości rozwoju. W lipcu 2004 radio wygrało dotację Polskiej Fundacji Dzieci i Młodzieży oraz firmy Nokia w programie „Make a connection”, która umożliwiła rozbudowanie zasobów sprzętowych. W styczniu 2005 roku studio zostało przeniesione na ul. Miodową. Po ponad 4 latach nieprzerwanej działalności, na początku 2007 roku Radio Bez Kitu znalazło partnera – firmę INTERIA.PL S.A. W kwietniu 2007 studio przeniosło się do siedziby portalu na Osiedle Teatralne, a strona radia otrzymała nowy adres – interia.fm. W grudniu 2008 radio powróciło do samodzielnego działania zaprzestając współpracy z INTERIA.PL i przeniosło swoją siedzibę na  ul. Paulińską.
22 listopada 2010, nakładem Wydawnictwa Narbook, ukazała się książka „Wywiady Bez Kitu” – zbiór ponad 50 rozmów z anteny stacji, z najważniejszymi osobistościami polskiej muzyki alternatywnej.
W styczniu 2011 Radio Bez Kitu powróciło do budynku przy  ul. Miodowej 26, tworząc tam szóste studio w swojej historii.
W listopadzie 2011 studio zostało przeniesione na  ul. Ignacego Krasickiego 18, do dawnego budynku Domu Kultury Podgórze.
30 czerwca 2012 Radio Bez Kitu wyłączyło emisję na żywo i zlikwidowało studio. Od tej pory publikuje tylko audycje do odsłuchania na życzenie.